# 668 Дора
668 Дора  (668 Dora) — астероїд головного поясу, відкритий 27 липня 1908 року.
Тіссеранів параметр щодо Юпітера — 3,277.